# الآثار الاجتماعية للنظرية التطورية
كانت الآثار الاجتماعية للفكر التطوري كبيرة وملحوظة. وغالبًا ما استبدل التفسير العلمي للتنوع الحيوي خلال تطوره تفسيرات أخرى منها واسعة الانتشار. ولأن نظرية التطور تتضمن شرحًا لأصول البشرية فقد كان لها تأثير عميق على المجتمعات البشرية. ورفض البعض بشدة قبول التفسير العلمي بسبب تداعياته الدينية (على سبيل المثال رفضه الضمني لفكرة الخلق الخاصة بالإنسان المذكورة في الكتاب المقدس). وقد أدى ذلك إلى وجود عداء حاد بين فكرة الخلق ونظرية التطور في التعليم العام وخاصة في الولايات المتحدة الأمريكية.

## التطور والأخلاق
تم تبني نظرية التطور عن طريق الانتقاء الطبيعي كأساس لعدة أنظمة أخلاقية واجتماعية مختلفة مثل الداروينية الاجتماعية، وهي فكرة سبقت نشر كتاب أصل الأنواع الذي اشتهر في القرن التاسع عشر، والذي يؤكد أنَّ فكرة «البقاء على قيد الحياة للأصلح» (وهي عبارة صاغها هربرت سبنسر في عام 1851، قبل 8 سنوات من نشر داروين نظريته عن التطور) تشرح وتبرر الاختلافات في الانتشار والنجاح بين التجمعات والكائنات. كان يوجد تفسير مماثل طرحه ابن عم داروين فرانسيس غالتون تحت اسم تحسين النسل، وقد ادعى أن الحضارة الإنسانية تخرب الانتقاء الطبيعي من خلال السماح للكائنات الأقل صحة وصلاحية بالبقاء على قيد الحياة والتكاثر بشكل أكثر ذكاء وصحة.
اقترح مؤيدو هذه النظرية لاحقًا اتخاذ تدابير اجتماعية صارمة وقسرية في محاولة لتصحيح هذا الخلل. أمضي توماس هكسلي الكثير من الوقت في إجراء سلسلة من التجارب الفكرية ليظهر أنَّ ذلك لن يكون غير أخلاقي فقط بل سيكون مستحيلًا. قال ستيفن جاي جولد وآخرون أن الداروينية الاجتماعية تقوم على مفاهيم خاطئة تتعلق بالنظرية التطورية، وأنَّ العديد من علماء الأخلاق يعتبرونها كسبب للمشكلة. بعد أن أصبحت جرائم محرقة الهولوكوست مرتبطة بفكرة تحسين النسل تراجعت شعبية الفكرة إلى حد كبير في الرأيين العام والعلمي على الرغم من أنها لم تكن مقبولة عالميًا، ولم يُذكر تشارلز داروين في الأدب النازي أو حتى النظرية العلمية للتطور.
ذكر سام هاريس في كتابه (نهاية الإيمان) أنَّ النازية كانت إلى حد كبير استمرارًا لمعاداة السامية المسيحية. قام جيم ووكر بتجميع قائمة من 129 بند مقتبس من كتاب (كفاحي) وصف هتلر من خلالهم نفسه بأنه مسيحي، أو ذكر الله أو يسوع أو اقتبس فقرة من الإنجيل. يزعم البعض أنَّ ستة ملايين شخص من الذين قُتلوا في الهولوكوست قد قُتلوا بسبب دينهم (اليهودية) وليس بسبب عرقهم أو لأي سبب له صلة واضحة بآلية التطور الدارويني. غالبًا ما استخدم هتلر المعتقدات المسيحية مثل (قتل اليهود ليسوع) لتبرير معاداة السامية.
أثرت فكرة تشارك البشر في أسلافهم مع حيوانات أخرى على كيفية رؤية بعض الأشخاص للعلاقة بين البشر والأنواع الأخرى. يرى العديد من مؤيدي حقوق الحيوان أنه إذا كانت الحيوانات والبشر من نفس الطبيعة فلا يمكن إعطاء حقوق مميزة للبشر.
اعتبر تشارلز داروين أنَّ (التعاطف) أحد أهم الفضائل الأخلاقية وأنه نتاج الانتقاء الطبيعي ويعتبر صفة مفيدة للحيوانات الاجتماعية (بما في ذلك البشر). وقال داروين كذلك أن أكثر المجتمعات تعاطفًا ستكون الأكثر نجاحًا. وذكر أيضًا أن تعاطفنا يجب أن يمتد إلى جميع الكائنات الحية.

### توماس هكسلي: التطور والأخلاق
سخّر توماس هكسلي قسم كبير من كتابه الذي حمل عنوان (التطور والأخلاق) لفضح أخطاء الداروينية الاجتماعية. فيما يلي ملخص لأفكاره في مقالاته النقدية وهي الأكثر تفصيلاً وشمولاً. تجدر الإشارة إلى أنَّ هكسلي حاول هنا دحض العلم وراء الداروينية الاجتماعية، ولذلك ذكر الحجج الأخلاقية في قسم لاحق في المقال.
بفرض وجود حديقة دون الاعتناء بها بشكل مستمر ستعود إلى حالة الطبيعة الأم، وحتى الجدران المحيطة به ستنهار في وقتٍ ما، ولكن يمكن الحفاظ عليها في حالة جيدة من خلال الاعتناء المستمر بها من قبل المزارع. لكن هذه الحالة ليست دائمة: فهي تمثل الاستعاضة عن الانتقاء الطبيعي بالانتقاء الاصطناعي من خلال الطاقة البشرية المصروفة في الحفاظ عليها.

## التطور والدين
قبل نقاش داروين وعرض الأدلة على التطور رفضت الأديان الغربية عمومًا أو أدانت أي ادعاءات بأن تنوع الحياة هو نتيجة لعملية تطورية، كما فعل معظم العلماء في المؤسسة العلمية الإنجليزية. ومع ذلك تم قبول التطور من قبل بعض الجماعات الدينية مثل الكنيسة التوحيدية وعلماء اللاهوت الإنجليين الليبراليين الذين تابعوا نشر المقالات والمراجعات. وكذلك العديد من العلماء في فرنسا واسكتلندا والبعض في إنجلترا ولا سيما روبرت إدموند جرانت. تشير التفسيرات الحرفية أو الموثوقة للكتاب المقدس إلى أنَّ الإله هو الذي خلق الإنسان والحيوانات الأخرى مباشرة كأنواع مخلوقة منفصلة، وهذا يعني خلق الأنواع المختلفة. يُشار إلى هذا الرأي عادة باسم الفلسفة الخلقية. كان هناك رد فعل ديني قوي ضد تدريس نظرية التطور في الولايات المتحدة منذ عشرينيات القرن العشرين وحتى الوقت الحاضر، وخاصة من قبل الإنجيليين المحافظين. لقد عبروا عن مخاوفهم بشأن آثار تدريس التطور على المجتمع وعلى إيمانهم.
قامت العديد من الديانات بتقريب وجهات النظر العلمية والدينية بشكل رسمي أو غير رسمي استجابةً للقبول العلمي الواسع لنظرية التطور. كان العديد من علماء القرن العشرين (مثل فيشر ودوبزانسكي) الذين أكدت دراساتهم نظرية داروين أيضًا مسيحيين لم يروا عدم توافق بين اثباتاتهم التجريبية والنظرية لنظرية التطور مع إيمانهم. تبنت بعض الأديان وجهة نظر التطور الإلهي حيث يوفر الله شرارة إلهية لبدء عملية التطور، أو أنّ الإله قاد عملية التطور بطريقة ما.

### التطور والكنيسة الكاثوليكية الرومانية
اتخذت الكنيسة الرومانية الكاثوليكية (التي بدأت في عام 1950) موقفا محايدا فيما يتعلق بالتطور. «لا تمنع الكنيسة إجراء البحوث والمناقشات بين الرجال ذوي الخبرة في كلا المجالين فيما يتعلق بفكرة التطور، طالما أنها تستفسر عن أصل جسم الإنسان باعتبار مصدره ما قبل الوجود والمادة الحية.»
قام البابا يوحنا بولس الثاني في خطاب ألقاه أمام الأكاديمية البابوية للعلوم في 22 تشرين الأول/ أكتوبر 1996 بتحديث موقف الكنيسة مدركًا أنَّ التطور «أكثر من مجرد فرضية»، قائلا: «لقد أكد سَلَفَي بيوس الثاني عشر أنه لا يوجد أي تعارض بين التطور وعقيدة الإيمان فيما يتعلق بالإنسان ودعوته ... اليوم وبعد أكثر من نصف قرن من ظهور تلك الرسالة، تقودنا بعض النتائج الجديدة نحو الاعتراف بالتطور كأكثر من مجرد فرضية في الواقع، من اللافت للنظر أنَّ هذه النظرية كان لها تأثير تدريجي أكبر على روح الباحثين تلاه سلسلة من الاكتشافات في المجالات العلمية المختلفة.» 

### وجهات النظر الإسلامية عن نظرية التطور
لم تناقش الشخصيات الرئيسية هذا الموضوع لأنه لم يُطرح إلا في القرن التاسع عشر. لقد توصل العلماء المعاصرون إلى عدة مواقف متميزة.
يتمثل أحد المواقف في أن التكيف أو التطور على نطاق صغير مقبول ضمن نوع واحد، لكن تطور الأنواع المختلفة (أي التطور من نوع إلى نوع آخر) لا يعبر عن بداية الكائنات البشرية كمعجزة. ومع ذلك فإن هذا الفكر التقليدي لا يتعارض مع الرأي القائل بأن الكائنات الشبيهة بالإنسان يمكن أن تكون قد نشأت في نفس الوقت تقريبًا مع البشر، وهذا من شأنه أن يفسر وفقا لهذا المنظور السجلات الأحفورية التي تبدو كالبشر ولكنها ليست كذلك. موقف آخر يقول: بما أنَّ التطور هو تفسير بسيط فمن العقلانية والمنطقية أن نقبله بشرط أن يكون غير عشوائي إنما حدث فقط بأمر الإله في كل خطوة من الخطوات. توجد حجة تدعم فكرة أنَّ التطور ممكن وهي تلك التي تشير إلى أن مراحل التطور البشري تشبه المراحل النمو المعروفة والمذكورة في القرآن. يرفض الموقف الأخير تمامًا تطور الأنواع المختلفة لأنواع أخرى في جميع الكائنات الحية، ولكنه يوافق على التكيف (التطور الجزئي).

## النظرية التطورية واليسار السياسي
لم تنشر العديد من الشخصيات السياسية المهمة في اليسار وجهات نظرها حول علم الأحياء، وبالتالي فإن آراءهم في نظرية التطور غير معروفة. إلى حد ما، لكن الماركسيون هم الاستثناء. أيّد كارل ماركس وفريدريك إنجلز وفلاديمير لينين نظرية داروين التطورية. حتى أنَّ ماركس أرسل إلى داروين نسخة من كتابه الذي حمل عنوان (رأس المال) على الرغم من أن داروين لم يكتب له مرة أخرى. استند عمل كارل ماركس على نظرته المادية للعالم التي أظهرت الأسباب والآثار الطبيعية لجميع جوانب المجتمع والاقتصاد البشري. لقد أدرك أن عمل داروين قدم تفسيرًا ماديًا مماثلًا للطبيعة، وبالتالي دعم النظرة العالمية لماركس.
كتب كارل ماركس في عام 1861 إلى صديقه فرديناند لاسال قائلا: «إن عمل داروين من الأعمال المهمة ويدعم هدفي بحيث أنه يوفر أساسًا في العلوم الطبيعية للنضال الطبقي التاريخي ... وعلى الرغم من جميع أوجه الخلل فإنه ولأول مرة لا يتم التطرق مع علم اللاهوت في العلوم الطبيعية فحسب، بل يتم شرح معناه العقلاني تجريبيًا.»
وافق الماركسيون لاحقًا على هذا الرأي لكن اعتقد البعض منهم وخاصة الذين كانوا في الاتحاد السوفيتي أنّ النظرية التطورية تتعارض مع مُثُلهم الاقتصادية والاجتماعية. ودعموا نتيجة لذلك اللاماركية، وهي فكرة تقول أنّه يمكن للكائن الحي نقل الخصائص التي اكتسبها خلال حياته إلى نسله. أدى ذلك إلى ممارسة نظرية الليسينكووية والتي تسببت في مشاكل زراعية.
ذكر الشيوعي اللاسلطوي بيوتر كروبوتكين في كتابه (المساعدة المتبادلة: أحد عوامل التطور) أنّ للتعاون والمساعدة المتبادلة أهمية في تطور النوع مثل المنافسة والصراع المتبادل، إن لم يكن أكثر منها.
وفيما يتعلق بأفكار اليسار المعتدل المعاصر: يدعم بعض المؤلفين مثل بيتر سينجر (في كتابه تحت عنوان اليسار الدارويني) الداروينية لكنه توصل إلى دروس سياسية واقتصادية مختلفة. يحتوي كتاب ريتشارد دوكينز الذي حمل عنوان الجين الأناني على فصل بعنوان «ينتهي الرجال اللطفاء أولاً» والذي يحاول فيه شرح دور الإيثار والتعاون في التطور وكيف لا يمكن للحيوانات الاجتماعية البقاء على قيد الحياة دون مثل هذه الصفات، ولكن كيف يمكن للتطور أن يخلقها. يوضح دوكينز أنه عندما يضحي حيوان ما أو يستخدم موارده لإنقاذ أعضاء آخرين من نفس النوع فإن جيناته الموجودة على الحيوانات الأخرى تبقى على قيد الحياة. على سبيل المثال: إذا توفيت الأم لإنقاذ ثلاثة من الجراء فستبقى نسخة واحدة ونصف (في المتوسط) من جيناتها، لأن هناك فرصة بنسبة 50٪ لوجود جين معين في نسلها. كما قام دوكينز بإعداد فيلم وثائقي حمل نفس الاسم. أضاف دوكينز وفقًا للفيلم الوثائقي هذا الفصل كوسيلة للتغلب على سوء تفسير العصر الحديث لمفهوم البقاء للأصلح. يرى أنصار حركة ما بعد الإنسانية اليساريين التكنولوجيا كوسيلة للتغلب على عدم المساواة التي تنجم عن علم الأحياء. قالت الناشطة النسوية اليسارية الجديدة شولاميث فايرستون أنّ السيطرة التكنولوجية على التكاثر ضرورية للمساواة بين الجنسين.